# Aspiration dans un nuage

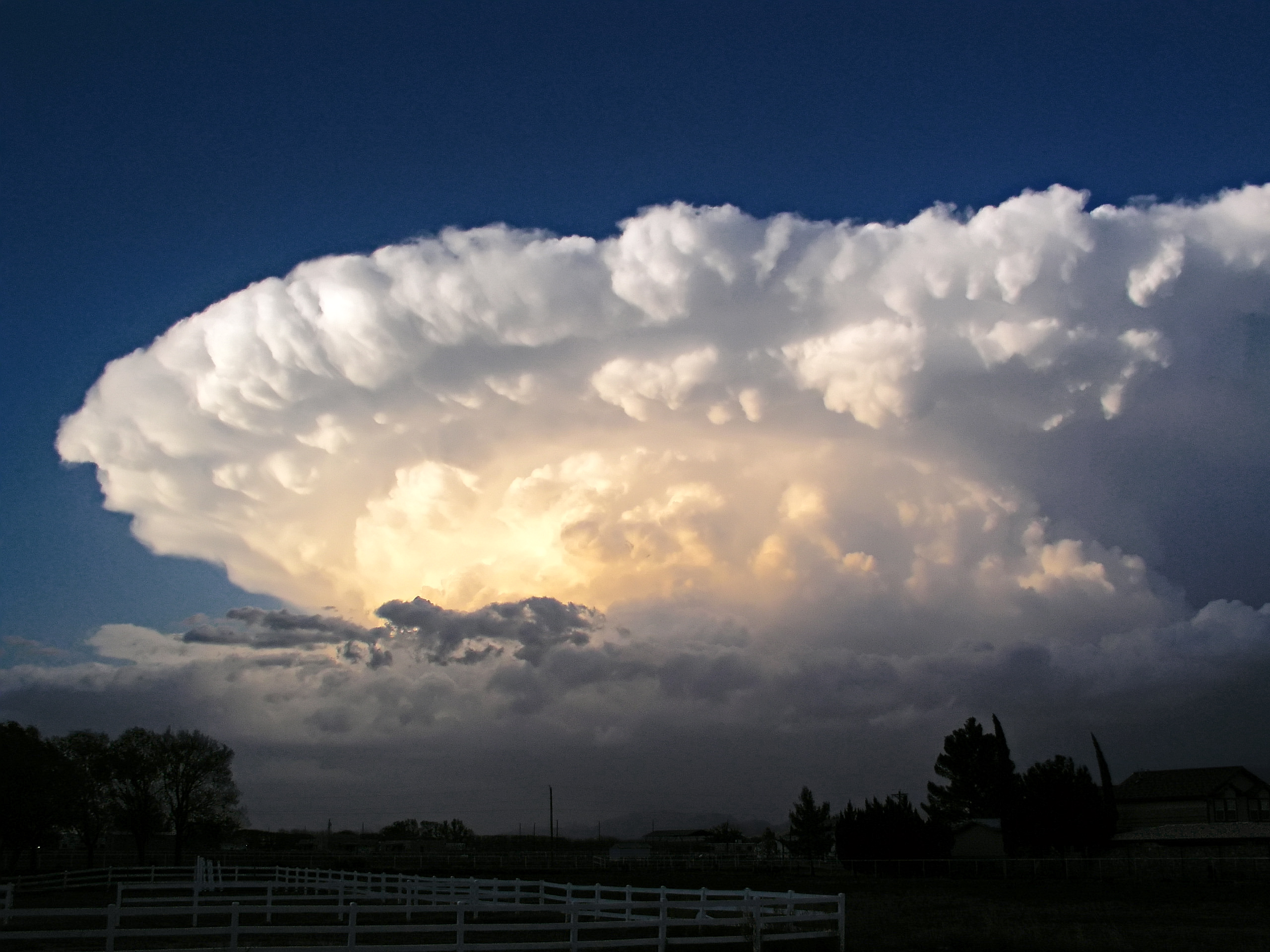
Cumulonimbus associé à un orage supercellulaire

L’aspiration dans un nuage est un phénomène bien connu des pilotes de parapente et de deltaplane lorsque ces pilotes rencontrent de fortes ascendances sous la base d'un cumulus congestus ou d'un cumulonimbus. L'intensité des ascendances sous et dans le nuage est directement reliée à l'extension verticale du nuage cumuliforme.

## Causes
Ce danger apparaît généralement lorsque le temps est humide et affecté par une dépression. Directement sous le nuage, l'intensité de l'ascendance augmente à cause de la libération de chaleur latente lors du changement de phase de la vapeur d'eau qui se transforme en gouttelettes liquides. L'aspiration dans le nuage peut aussi être causée par un déficit de pression en altitude dans un cumulonimbus
à la manière d'un aspirateur. La colonne d'air ascendant est alors brusquement accélérée sous et dans le nuage,,.

## Conséquences
Le risque d'aspiration dans un nuage est prévalent chez les parapentistes, car la vitesse maximale d'une voile est inférieure à 30 nœuds; ils n'ont pas la possibilité de voler assez vite pour s'échapper à temps de la colonne ascendante. Ainsi, si w est la vitesse verticale de la voile, v est la vitesse horizontale de la voile, r est la distance entre l'aéronef et le bord de l'ascendance,
la hauteur gagnée sera h = r × w / v. Ainsi, si on prend r = 1 000 m, w = 5 m/s et v = 15 m/s, on obtient h = 330 m, soit environ 1 000 pieds. Ainsi, un pilote imprudent aura toutes les chances de se retrouver dans le cumulonimbus sans aucun repère pour voler à vue.
Des pilotes de parapente ont aussi été incapables de contrecarrer les fortes ascendances sous le nuage même en mettant leur voile en situation de décrochage qui, normalement, devrait entraîner une descente rapide de l'aéronef. À titre de comparaison, les planeurs sont beaucoup moins susceptibles de se faire aspirer dans un cumulonimbus que les deltaplanes ou les parapentes, car leur Vne (vitesse maximale autorisée) dépasse souvent 250 km/h (soit environ 140 nœuds) et ils sont munis d'aérofreins efficaces, ils peuvent donc s'échapper très vite. De plus, certains planeurs peuvent se mettre en descente verticale, aérofreins tout déployés, sans dépasser la Vne. Ils ont alors une vitesse de chute gigantesque qui dépasse largement la vitesse du courant ascendant. Une autre manière radicale de s'échapper d'un cumulonimbus est de mettre le planeur en vrille.

Il convient toutefois de ne pas confondre la mise en vrille avec la mise en virage engagé (ou graveyard spiral (en) en anglais), qui elle, va détruire le planeur en peu de temps. De plus, de nos jours, les pilotes de planeur s'abstiennent de pénétrer dans les cumulonimbus pour effectuer de grands gains d'altitude, ceux-ci étant effectués lors de vols d'onde.
L'aspiration dans les cumulonimbus est aussi un danger pour les avions à moteur lorsque le pilote n'est pas certifié pour un vol aux instruments ou lorsque l'aéronef n'est pas équipé d'instruments adéquats.

### Exemples
Le 14 février 2007, lors d'un entraînement pour une compétition de parapente en Australie, la pilote allemande d'origine polonaise Ewa Wiśnierska-Cieślewic fut aspirée dans un cumulonimbus supercellulaire où sa vitesse ascensionnelle atteignit 20 m/s (ou 40 nœuds) et elle s'éleva jusqu'à 9 946 m (ou 32 631 pieds) d'altitude,,,.
Elle fut frappée d'hypoxie et perdit connaissance, puis elle reprit connaissance après une demi-heure à une heure. Elle atterrit couverte de glace après un vol de trois heures trente. Elle déclara après l'incident « La voile continuait à monter, à monter, et je ne pouvais rien voir. Ensuite, il se mit à faire nuit. J'étais déjà en train de grelotter en étant toute mouillée. Tous les instruments étaient couverts de glace »,,.
Le pilote chinois He Zhongpin mourut après qu'il eut été aspiré dans le même système orageux et qu'il fut frappé par la foudre à 5 900 m (ou 20 000 pieds) d'altitude. Son corps fut retrouvé le lendemain à 75 km de sa dernière position connue avant d'entrer dans le cumulonimbus.
En 2014, le général Paolo Antoniazzi âgé de 66 ans, mourut après que son parapente fut aspiré dans un cumulonimbus jusqu'à 9 300 mètres d'altitude,.